# Edifício Parnaso
O Edifício Parnaso é um edifício de habitação e comércio na cidade do Porto, na freguesia de Cedofeita. É um dos mais significativos representantes da arquitetura moderna na cidade, e frequentemente referido em publicações especializadas. A sua designação tem origem na Escola de Música Parnaso, que funcionava no rés do chão.
O edifício é da autoria do arquitecto José Carlos Loureiro  O projecto teve início em 1954, por iniciativa do seu proprietário, o compositor Fernando Corrêa de Oliveira, tendo sido edificado em 1956.